# Bombylisoma minimum
Bombylisoma minimum är en tvåvingeart som först beskrevs av Giovanni Antonio Scopoli 1771.  Bombylisoma minimum ingår i släktet Bombylisoma och familjen svävflugor. Inga underarter finns listade i Catalogue of Life.